# ستیتسویل
ستیتسویل (انگلیسی: Stittsville) یک حومه شهر، بخشی از پایتخت کانادا، اتاوا، انتاریو است.